# Пуковник
Пуковник је у Војсци Србије и у армијама већине земаља официрски чин за старешине на положају команданта пука и бригаде и за одговарајуће управне, штабне и командујуће дужности. Услов за унапређење у овај чин је завршена генералштабна војна школа или магистарске студије.
Чин пуковника се први пут појавио у Француској у XIV веку. У српској војсци уведен је 1830. године, а постојао је и у југословенској војсци. Током Народноослободилачког рата у НОВ и ПОЈ уведен је 1. маја 1943. године и као такав постојао је и у Југословенској народној армији, Војсци Југославије и Војсци Србије и Црне Горе.
У ратној морнарици чин пуковника одговара чину капетана бојног брода.
У чин бригадног генерала Војске Србије може бити унапређен сваки пуковник Војске Србије који поред општих услова, мора имати високо образовање на магистарским академским студијама. Обично у пракси за унапређење пуковника у чин бригадног генерала зависи од личне одлуке председника Републике и министра одбране.

## Изглед еполете
Изглед еполете пуковника Војске Србије задржан је из периода ЈНА, ВЈ и ВСЦГ. Еполета има три златне розете у низу оивичене са леве и десне стране са по једним паралелно постављеним златним ширитом.
У ранијем периоду постојања ЈНА до 1992. године уместо три розете биле су три златне петокраке звезде које су симболизовале социјализам као и у већини армија социјалистичких држава. Након 1992. године у Војсци Југославије/Војсци Србије и Црне Горе задржан је постојећи изглед са три златне петокраке звезде зато што је СР Југославија/Србија и Црна Гора била држава-континуитета СФР Југославије. Формирањем Војске Србије од 2006. године три златне розете замењују постојеће три златне петокраке звезде.

## Галерија
- Пуковник
Војске Кр. Србије
(1886—1918)
- Пуковник
Војске Кр. СХС и
Војске Кр. Југославије
(1918—1945)
- Пуковник
НОВЈ и ЈА
(1943—1947)
- Пуковник
ЈА
(1947—1951)
- Пуковник
ЈНА
(1951—1982)
- Пуковник
ЈНА, ВЈ и ВСЦГ
(1982—2006)

- Пуковник
 милиције ФНРЈ
(1946—1953)
- Пуковник
полиције Србије
(1992—2002)
- Пуковник
ЈСО полиције Србије
(1992—2006)

| Друге државе |
| --- |
| - Еполета пуковника Оружаних снага Руске Федерације - Еполета пуковника Оружаних снага Украјине - Еполета пуковника Оружаних снага Сједињених Држава - Еполета пуковника Британске армије |

- Униформа пуковника Народноослободилачке војске Југославије